# 謝謝你！壞運
《謝謝你!壞運》，是B.L.的輕小說作品，插畫家是REI，由台灣角川出版。台灣角川第三屆輕小說大賞銀賞作品。

## 故事簡介
隋曉是一個極度倒楣的人。每次出門都要全副武裝，以應付隨時會發生的各種倒楣事。雖然他已經非常習慣這種倒楣的生活，也做好了一輩子都這麼倒楣的心理準備，但是他的心中還是渴望著能夠轉運。
　　直到一天夜裡，一位自稱是替人帶來好運的白天使少女──蓓德菈──從天而降，她告訴隋曉，在自然界中，好運氣與壞運氣會互相吸引抵銷，所以像隋曉這樣極度倒楣的人是特例中的特例，放著不管的話可能會引起嚴重的災難。從此，蓓德菈開始任性地闖入隋曉的生活。但是不明白人類社會常識的蓓德菈，常常出現令人哭笑不得的言行舉止，讓隋曉傷透腦筋、疲於奔命。不過這也很正常，畢竟她是蓓德菈（Bad luck）嘛！
　　白目天使……不，是白天使蓓德菈不僅入侵隋曉的居家生活，甚至連他的校園生活也不放過。因為她強行轉入學校，讓隋曉原本就不怎麼平靜的校園生活變得更波瀾萬丈，人生也開始進入了他從未想像過的全新階段──雞犬不寧的階段……

## 登場人物
隋曉
本作主角，推測為高二生，名字音近「雖小」，所以有衍生許多不太好聽的綽號，如:三小、雖人。如同名字一樣，自從小時候就是個不管做什麼事的非常不幸的少年，因為個子不高，手腳又像女生一樣纖細，而且因為很少曬太陽的關係，所以皮膚也有點偏白，還因為長髮而綁著小馬尾，曾被司昇陷害穿上女裝。由於十分適合，所以女裝時的名字被魏百合命名為曉妹妹，對待蓓德菈如同妹妹一般。
蓓德菈
本作女主角之一，本名Badluck，因為隋曉不想叫她這不太吉利的名字所以改叫她蓓德菈。為了要帶給隋曉好運而下凡的白天使，但在降臨的過程中遇到只有百萬分之一機率的異變，使的幾乎全部的力量消失，身體也跟著改變成了小女孩的姿態。
柳實韻
本作女主角之一，非常喜愛cosplay的角色扮演者，只要套上衣服就能瞬間融入角色情境之中。
陳司昇
隋曉的童年玩伴兼摯友，與隋曉同為四班而且是班長，鬼點子特別多，是位高深莫測的人。
法爾欽
不折不扣的外國金髮美少年，不斷的對隋曉獻殷情的男同性戀者。
魏百合
五班班長，非常喜愛扮成女裝的隋曉，稱其為曉妹妹，並要隋曉叫她百合姊姊。
呂宓舒
四班新任班導，有著在眾人面容易緊張而導致口吃的性格，在學生面前沒什麼威嚴的可憐老師。
隨便
隋曉的爸爸，同樣是位非常倒楣的人，但非常的積極樂觀，在曉還小的時候，與妻子在一場車禍之中喪生。

## 出版書籍
| 標題           | 臺灣 香港     | 臺灣 香港          | 中国大陆      | 中国大陆               |
| 標題           | 發售日期      | ISBN               | 發售日期      | ISBN                   |
| -------------- | ------------- | ------------------ | ------------- | ---------------------- |
| 謝謝你！壞運 1 | 2011年7月15日 | ISBN 9789862872833 | 2012年2月20日 | ISBN 978-7-5356-5077-1 |
| 謝謝你！壞運 2 | 2012年4月20日 | ISBN 9789862876466 | 2012年9月20日 | ISBN 978-7-5356-5617-9 |
| 謝謝你！壞運 3 | 2013年3月8日  | ISBN 9789863250180 |               |                        |
| 謝謝你！壞運 4 | 2013年12月7日 | ISBN 9789863256762 |               |                        |

## 參註
1. ↑  台灣角川第三屆輕小說暨插畫大賞 （页面存档备份，存于）、第三屆得獎作品 （页面存档备份，存于）
2. ↑  第一卷P.36

## 外部連結
- 台灣角川《謝謝你!壞運》專頁（页面存档备份，存于）
- 第三屆台灣角川輕小說大賞得獎作品（页面存档备份，存于）